# James Toney
James Toney Nathanial (nascido em 24 de agosto de 1968) é um lutador profissional de boxe americano, sendo uma lenda no esporte conseguindo ser campeão mundial em 5 categorias diferentes. Atualmente ele luta entre os pesos pesados no Boxe. Toney é o primeiro campeão mundial de Boxe a realizar uma luta profissional de MMA. A luta foi contra a lenda de MMA e também 5 vezes campeão mundial de duas categorias diferentes Randy Couture, onde acabou sendo derrotado por finalização.

## Artes Marciais Mistas
Após uma decaída na sua carreira de boxe, Toney se arriscou em uma nova empreitada em sua carreira, assinando com UFC um evento de MMA.

### Estréia no MMA
Após o anuncio da contratação de Toney pelo UFC, a lenda do MMA Randy Couture disse-se disposto a receber outra lenda no UFC, e após um tempo a luta foi realizada no UFC 118, no dia 28 de agosto de 2010.Nas entrevistas antes da luta, Toney disse que o boxe era superior ao MMA, ao que Couture rebateu dizendo que o boxe está morto. No countdown do UFC 118, Toney, como todo boxeador, voltou a falar muito para promover a luta, dizendo: "Dana, se você quer lutadores de verdade, socos de verdade, você verá...". Chegou até mesmo chamar Couture de princesa, que disse que o boxe é apenas uma pequena parte do MMA, e que as mãos de Toney não iriam tocar nele durante a luta. Após muitas provocações, o duelo intitulado com MMA vs. Boxe começou com Couture partindo para cima e derrubando Toney com apenas incríveis 15 segundos, e com apenas 3 segundos conseguiu a montada, a público em delírio começou a gritar "U-F-C!...". Mesmo sendo efetivo no ground n' pound, arriscou e encaixou um katagatame em Toney que se rendeu, desistindo verbalmente. Essa foi a quarta vitória de Couture por finalização, Couture e Toney se cumprimentaram após a luta mostrando bastante respeito. Toney falou que não estava surpreso pelo fato de Couture não trocar com ele, mostrando uma grande vontade de voltar a lutar MMA, Toney afirmou que iria se dedicar ainda mais para sua próxima luta, e ainda provocou Couture dizendo que a próximo luta entre os dois vai ser no boxe.
| Resultado | Record | Oponente      | Método                   | Evento                    | Data       | Round | Tempo | Local                      | Notas            |
| --------- | ------ | ------------- | ------------------------ | ------------------------- | ---------- | ----- | ----- | -------------------------- | ---------------- |
| Derrota   | 0–1    | Randy Couture | Finalização (Katagatame) | UFC 118: Edgar vs. Penn 2 | 28/08/2010 | 1     | 3:19  | Boston, Massachusetts, EUA | Estréia no MMA.. |